# Câu lạc bộ bóng chuyền Bộ Tư lệnh Thông tin
Câu lạc bộ bóng chuyền nữ Bộ Tư lệnh Thông tin (tên hiện tại là Binh chủng Thông tin - Binh Đoàn 19) là đội bóng giàu thành tích nhất của giải vô địch bóng chuyền quốc gia Việt Nam. Câu lạc bộ lập thành tích vô địch nhiều nhất Việt Nam, hơn tất cả các đội bóng chuyền nam và nữ khác. Từ mùa giải chuyên nghiệp 2004 đến 2024 do liên đoàn bóng chuyền Việt Nam tổ chức với 21 lần thì BTL Thông tin đã vào chung kết tới 17 lần và vô địch 12 lần. Câu lạc bộ bóng chuyền Bộ Tư lệnh Thông tin có trụ sở tại Hà Nội. Tại Giải bóng chuyền vô địch quốc gia Việt Nam 2024, đội giành hạng 5 chung cuộc.

## Lịch sử
Câu lạc bộ bóng chuyền nữ Bộ Tư lệnh Thông tin tiền thân là Đội bóng chuyền nữ Bộ Tư lệnh Thông tin được thành lập ngày 15 tháng 8 năm 1970.
Từ năm 2008 đến năm 2009, đội mang tên Bộ Tư lệnh Thông tin Trust Bank.
Năm 2010, đội mang tên Thông tin Liên Việt Bank.
Từ năm 2011 đến năm 2020, đội mang tên Thông tin LienVietPostBank.
Từ năm 2021 đến tháng 6 năm 2022, đội mang tên Bộ Tư lệnh Thông tin - FLC.
Từ tháng 6 năm 2022 đến tháng 8 năm 2023, đội mang tên Bộ Tư lệnh Thông tin.
Từ tháng 8 năm 2023 đến hết năm 2024, đội mang tên Binh chủng Thông tin - Trường Tươi Bình Phước.
Từ đầu năm 2025 đến tháng 5 năm 2025, đội mang tên Binh chủng Thông tin - Tổng Công ty Đông Bắc (gọi tắt Thông tin Đông Bắc).
Từ tháng 6 năm 2025, đội mang tên Binh chủng Thông tin - Binh đoàn 19.

## Thành tích
Đây là câu lạc bộ giàu thành tích nhất Việt Nam, vô địch 12 trong 21 lần Giải vô địch bóng chuyền Việt Nam được tổ chức. CLB vô địch Giải vô địch bóng chuyền Việt Nam những năm 2004, 2005, 2006, 2008, 2010, 2012, 2013, 2014, 2015 2019, 2020, 2021. Câu lạc bộ cũng góp nhiều vân động viên cho Đội tuyển bóng chuyền nữ quốc gia Việt Nam nhất.
Huấn luyện viên của CLB cũng thường là huấn luyện viên của Đội tuyển bóng chuyền nữ quốc gia Việt Nam.
Tại Giải bóng chuyền cúp Hoa Lư, tính đến năm 2025 có 10 mùa giải có giải nữ thì Bộ Tư lệnh Thông tin vô địch 4 lần vào các năm 2004, 2012, 2013, 2014, còn 3 lần đạt giải Á quân vào các năm 2008, 2022, 2025. Tại Đại hội Thể thao quân sự thế giới 2015 tổ chức tại Hàn Quốc, đội là đại diện duy nhất của Việt Nam tham dự và đoạt được tấm HCĐ.
Tại Giải bóng chuyền cúp Hùng Vương sau 16 mùa giải (2005-2024) đội vô địch 4 lần vào các năm 2009, 2010, 2011, 2013 và Á quân 4 lần vào các năm 2012, 2015, 2016, 2018.
| Năm  | Tên giải                      | Thành tích  |
| ---- | ----------------------------- | ----------- |
| 1972 | A1 toàn quốc                  | Vô địch     |
| 1973 | A1 toàn quốc                  | Vô địch     |
| 1974 | A1 toàn quốc                  | Vô địch     |
| 1975 | A1 toàn quốc                  | Vô địch     |
| 1976 | A1 toàn quốc                  | Vô địch     |
| 1977 | A1 toàn quốc                  | Vô địch     |
| 1978 | A1 toàn quốc                  | Á quân      |
| 1980 | A1 toàn quốc                  | Vô địch     |
| 1981 | A1 toàn quốc                  | Vô địch     |
| 1982 | A1 toàn quốc                  | Vô địch     |
| 1983 | A1 toàn quốc                  | Á quân      |
| 1984 | A1 toàn quốc                  | Vô địch     |
| 1985 | A1 toàn quốc                  | Vô địch     |
| 1986 | A1 toàn quốc                  | Vô địch     |
| 1987 | Đội mạnh toàn quốc            | Á quân      |
| 1988 | Đội mạnh toàn quốc            | Vô địch     |
| 1989 | Đội mạnh toàn quốc            | Vô địch     |
| 1990 | Đội mạnh toàn quốc            | Á quân      |
| 1991 | Đội mạnh toàn quốc            | Vô địch     |
| 1992 | Đội mạnh toàn quốc            | Á quân      |
| 1993 | Đội mạnh toàn quốc            | Hạng 3      |
| 1994 | Trẻ toàn quốc                 | Vô địch     |
| 1994 | Đội mạnh toàn quốc            | Vô địch     |
| 1994 | Cup Liên đoàn bóng chuyền     | Vô địch     |
| 1995 | Đội mạnh toàn quốc            | Vô địch     |
| 1995 | Cup mùa xuân                  | Vô địch     |
| 1996 | Đội mạnh toàn quốc            | Á quân      |
| 1996 | Cup mùa xuân                  | Vô địch     |
| 1996 | Cup Tiger                     | Vô địch     |
| 1997 | Đội mạnh toàn quốc            | Hạng 3      |
| 1997 | Cup Tiger                     | Vô địch     |
| 1997 | Trẻ toàn quốc                 | Vô địch     |
| 1998 | Đội mạnh toàn quốc            | Hạng 5      |
| 1998 | Siêu cúp quốc gia             | Vô địch     |
| 1998 | Cup Tiger                     | Vô địch     |
| 1998 | Cup quân đội mở rộng          | Á quân      |
| 1998 | Trẻ toàn quốc                 | Vô địch     |
| 1999 | Đội mạnh toàn quốc            | Hạng 3      |
| 1999 | Siêu cúp quốc gia             | Á quân      |
| 1999 | Cup quân đội mở rộng          | Á quân      |
| 2000 | Trẻ toàn quốc                 | Vô địch     |
| 2000 | Đội mạnh toàn quốc            | Hạng 5      |
| 2001 | Đội mạnh toàn quốc            | Vô địch     |
| 2002 | Cup Bãi Bằng                  | Á quân      |
| 2002 | Đội mạnh toàn quốc            | Á quân      |
| 2002 | Đại hội TDTT toàn quốc        | Á quân      |
| 2003 | Đội mạnh toàn quốc            | Vô địch     |
| 2003 | Trẻ toàn quốc                 | Vô địch     |
| 2004 | Cup Bãi Bằng                  | Vô địch     |
| 2004 | Cúp Hoa Lư                    | Vô địch     |
| 2004 | Trẻ toàn quốc                 | Vô địch     |
| 2004 | VĐQG                          | Vô địch     |
| 2005 | Cúp Hùng Vương                | Hạng 3      |
| 2005 | Trẻ toàn quốc                 | Vô địch     |
| 2005 | VĐQG                          | Vô địch     |
| 2006 | Cúp Hùng Vương                | Hạng 3      |
| 2006 | MHB Cup                       | Hạng 3      |
| 2006 | VĐQG                          | Vô địch     |
| 2006 | Trẻ toàn quốc                 | Vô địch     |
| 2006 | Đại hội TDTT toàn quốc        | Vô địch     |
| 2006 | Cup Tứ hùng                   | Vô địch     |
| 2007 | Trẻ toàn quốc                 | Vô địch     |
| 2007 | Cúp Hùng Vương                | Hạng 5      |
| 2007 | Cup báo thể thao              | Á quân      |
| 2007 | VĐQG                          | Hạng 5      |
| 2008 | Cúp VTV – Bình Điền           | Hạng 4      |
| 2008 | Trẻ toàn quốc                 | Vô địch     |
| 2008 | Cup quân đội mở rộng          | Á quân      |
| 2008 | Cup báo thể thao              | Vô địch     |
| 2008 | Cúp Hoa Lư                    | Á quân      |
| 2008 | VĐQG                          | Vô địch     |
| 2009 | Cup quân đội mở rộng          | Vô địch     |
| 2009 | Cúp Hùng Vương                | Vô địch     |
| 2009 | Cup Đức Long Gia Lai          | Vô địch     |
| 2009 | Cup PV Oil Nam Định           | Á quân      |
| 2009 | Cup trẻ quân đội mở rộng      | Hạng 3      |
| 2009 | Cup PV – Đạm Phú Mỹ           | Á quân      |
| 2009 | VĐQG                          | Á quân      |
| 2009 | Trẻ toàn quốc                 | Á quân      |
| 2010 | Cúp VTV – Bình Điền           | Á quân      |
| 2010 | Cúp Hùng Vương                | Vô địch     |
| 2010 | Cup giải thưởng lớn ALATKA    | Vô địch     |
| 2010 | Cup Đức Long Gia Lai          | Á quân      |
| 2010 | Cup PV – Đạm Phú Mỹ           | Vô địch     |
| 2010 | Trẻ toàn quốc                 | Á quân      |
| 2010 | Cup CLB trẻ                   | Á quân      |
| 2010 | VĐQG                          | Vô địch     |
| 2010 | Đại hội TDTT toàn quốc        | Vô địch     |
| 2011 | Cúp Hùng Vương                | Vô địch     |
| 2011 | VĐQG                          | Á quân      |
| 2011 | Cup PV – Đạm Phú Mỹ           | Á quân      |
| 2011 | Cup trẻ quân đội mở rộng      | Vô địch     |
| 2011 | Trẻ toàn quốc                 | Vô địch     |
| 2011 | Cup CLB trẻ                   | Á quân      |
| 2011 | Cúp VTV – Bình Điền           | Vô địch     |
| 2011 | Cup mùa xuân LienVietBank     | Vô địch     |
| 2011 | Cup các CLB Châu Á            | Hạng 4      |
| 2012 | Cúp Hoa Lư                    | Vô địch     |
| 2012 | Trẻ toàn quốc                 | Á quân      |
| 2012 | Cúp Hùng Vương                | Á quân      |
| 2012 | Cup quân đội mở rộng          | Vô địch     |
| 2012 | Cup PV – Đạm Phú Mỹ           | Vô địch     |
| 2012 | VĐQG                          | Vô địch     |
| 2012 | Cup LienVietPostBank          | Á quân      |
| 2012 | Cup CLB trẻ                   | Vô địch     |
| 2012 | Cúp VTV – Bình Điền           | Hạng 3      |
| 2013 | Cúp VTV – Bình Điền           | Vô địch     |
| 2013 | Cúp Hoa Lư                    | Vô địch     |
| 2013 | Cúp Hùng Vương                | Vô địch     |
| 2013 | Cup LienVietPostBank          | Vô địch     |
| 2013 | Cup các CLB Châu Á            | Hạng 5      |
| 2013 | Cup quân đội mở rộng          | Vô địch     |
| 2013 | Trẻ toàn quốc                 | Á quân      |
| 2013 | Cup PV – Đạm Phú Mỹ           | Vô địch     |
| 2013 | Cup CLB trẻ                   | Vô địch     |
| 2013 | VĐQG                          | Vô địch     |
| 2014 | Cúp VTV – Bình Điền           | Vô địch     |
| 2014 | Cúp Hoa Lư                    | Vô địch     |
| 2014 | Cup LienVietPostBank          | Vô địch     |
| 2014 | Cup PV – Đạm Cà Mau           | Vô địch     |
| 2014 | VĐQG                          | Vô địch     |
| 2014 | Cup quân đội mở rộng          | Vô địch     |
| 2014 | Trẻ toàn quốc                 | Vô địch     |
| 2014 | Cup trẻ quân đội mở rộng      | Vô địch     |
| 2014 | Cup các CLB Châu Á            | Hạng 6      |
| 2014 | Cup CLB trẻ                   | Hạng 3      |
| 2014 | Đại hội TDTT toàn quốc        | HCV         |
| 2015 | Cúp VTV – Bình Điền           | Á quân      |
| 2015 | Cup PV – Đạm Cà Mau           | Vô địch     |
| 2015 | Trẻ toàn quốc                 | Á quân      |
| 2015 | Cúp Hùng Vương                | Á quân      |
| 2015 | Cup các CLB Châu Á            | Hạng 7      |
| 2015 | Cup CLB trẻ                   | Á quân      |
| 2015 | Đại hội TDTT quân sự thế giới | Hạng 3      |
| 2015 | VĐQG                          | Vô địch     |
| 2016 | Cúp VTV – Bình Điền           | Hạng 4      |
| 2016 | Cúp Hùng Vương                | Á quân      |
| 2016 | Trẻ toàn quốc                 | Á quân      |
| 2016 | Cup quân đội mở rộng          | Vô địch     |
| 2016 | Cup các CLB Châu Á            | Hạng 6      |
| 2016 | Cup PV – Đạm Cà Mau           | Hạng 3      |
| 2016 | Cup CLB trẻ                   | Vô địch     |
| 2016 | VĐQG                          | Á quân      |
| 2016 | Cup Đắk Nông                  | Vô địch     |
| 2017 | Cúp Hùng Vương                | Hạng 3      |
| 2017 | Cup LienVietPostBank          | Vô địch     |
| 2017 | Cúp VTV9 – Bình Điền          | Hạng 7      |
| 2017 | Trẻ toàn quốc                 | Hạng 3      |
| 2017 | Cup quân đội mở rộng          | Vô địch     |
| 2017 | Cup Đắk Lắk mở rộng           | Á quân      |
| 2017 | Cup CLB trẻ                   | Hạng 3      |
| 2017 | Cúp Bông lúa vàng             | Á quân      |
| 2017 | Cup PV – Đạm Cà Mau           | Hạng 3      |
| 2017 | VĐQG                          | Á quân      |
| 2018 | Cúp Hùng Vương                | Á quân      |
| 2018 | Cúp VTV9 – Bình Điền          | Hạng 7      |
| 2018 | Trẻ toàn quốc                 | Á quân      |
| 2018 | Cup quân đội mở rộng          | Vô địch     |
| 2018 | Cup Truyền hình Vĩnh Long     | Hạng 5      |
| 2018 | Cup CLB trẻ                   | Hạng 3      |
| 2018 | VCK Hạng A toàn quốc          | Hạng 4      |
| 2018 | Cup PV – Đạm Cà Mau           | Vô địch     |
| 2018 | Đại hội TDTT toàn quốc        | Á quân      |
| 2018 | VĐQG                          | Á quân      |
| 2019 | Cup LienVietPostBank          | Á quân      |
| 2019 | Cúp Hùng Vương                | Hạng 3      |
| 2019 | Cúp VTV9 – Bình Điền          | Hạng 5      |
| 2019 | Cup quân đội mở rộng          | Vô địch     |
| 2019 | Trẻ toàn quốc                 | Vô địch     |
| 2019 | Cup CLB trẻ                   | Vô địch     |
| 2019 | VĐQG                          | Vô địch     |
| 2020 | Trẻ toàn quốc                 | Vô địch     |
| 2020 | Cup quân đội mở rộng          | Vô địch     |
| 2020 | Cup CLB trẻ                   | Vô địch     |
| 2020 | U23 toàn quốc                 | Á quân      |
| 2020 | VĐQG                          | Vô địch     |
| 2021 | Cúp Hùng Vương                | Hạng 4      |
| 2021 | VĐQG                          | Vô địch     |
| 2022 | Cup Hoa Lư                    | Á quân      |
| 2022 | VĐQG                          | Hạng 5      |
| 2022 | Trẻ toàn quốc                 | Tứ kết      |
| 2022 | Cup quân đội mở rộng          | Vô địch     |
| 2022 | Cup CLB trẻ                   | Vô địch     |
| 2022 | Cup LienVietPostBank          | Hạng 3      |
| 2022 | U23 toàn quốc                 | Á quân      |
| 2022 | Đại hội TDTT toàn quốc        | Vô địch     |
| 2023 | Cúp Hoa Lư                    | Hạng 4      |
| 2023 | Cúp Hùng Vương                | Hạng 3      |
| 2023 | Trẻ toàn quốc                 | Đồng hạng 3 |
| 2023 | Cup CLB trẻ                   | Á quân      |
| 2023 | U23 toàn quốc                 | Vô địch     |
| 2023 | VĐQG                          | Hạng 4      |
| 2024 | Cúp Hoa Lư                    | Hạng 3      |
| 2024 | Cúp Hùng Vương                | Hạng 4      |
| 2024 | Cúp VTV9 – Bình Điền          | Hạng 3      |
| 2024 | Trẻ toàn quốc                 | Đồng hạng 3 |
| 2024 | Cup quân đội mở rộng          | Vô địch     |
| 2024 | Cup CLB trẻ                   | Vô địch     |
| 2024 | U23 toàn quốc                 | Đồng hạng 3 |
| 2024 | VĐQG                          | Hạng 5      |
| 2025 | Cúp Hoa Lư                    | Á quân      |
| 2025 | Cúp Hùng Vương                | Á quân      |
| 2025 | Trẻ toàn quốc                 | Vô địch     |
| 2025 | U23 toàn quốc                 | Vô địch     |
| 2025 | Cup CLB trẻ                   |             |
| 2025 | VĐQG                          |             |

## Huấn luyện viên

### Đội 1
- HLV trưởng:  Phạm Văn Long
- HLV phó:  Phạm Minh Dũng
- HLV phó:  Phạm Thị Yến
- Trợ lý CNTT:  Âu Hồng Nhung

### Đội trẻ
- HLV:  Nguyễn Trọng Linh
- Trợ lý HLV:  Nguyễn Thanh Hải
- Trợ lý HLV:  Đỗ Thị Minh
- Trợ lý HLV:  Nguyễn Linh Chi

### Đội năng khiếu
- HLV:  Nguyễn Thị Thu Ngọc
- Trợ lý HLV:  Đào Thị Huyền
- Trợ lý HLV:  Bùi Thị Ngà

## Đội 1
| No. | Player                   | Position   | Birth date | Height |
| --- | ------------------------ | ---------- | ---------- | ------ |
| 1   | Lưu Thị Ly Ly            | Libero     | 1998       | 1m69   |
| 3   | Nguyễn Linh Chi          | Chuyền 2   | 1990       | 1m73   |
| 5   | Nguyễn Như Quỳnh         | Phụ công   | 2003       | 1m77   |
| 6   | Ngô Thị Bích Huệ         | Đối chuyền | 2006       | 1m82   |
| 7   | Phạm Thị Nguyệt Anh      | Chủ công   | 1998       | 1m74   |
| 9   | Ngô Thị Sương            | Libero     | 2004       | 1m70   |
| 10  | Lại Thị Khánh Huyền      | Chuyền 2   | 2005       | 1m73   |
| 11  | Hoàng Thị Kiều Trinh     | Đối chuyền | 2001       | 1m77   |
| 12  | Phạm Thị Hiền            | Phụ công   | 1999       | 1m72   |
| 14  | Phạm Quỳnh Hương         | Chủ công   | 2008       | 1m86   |
| 15  | Trần Thị Mỹ Hằng         | Đối chuyền | 2001       | 1m82   |
| 16  | Vũ Hồng Thảo Huơng       | Phụ công   | 2006       | 1m76   |
| 17  | Nguyễn Thị Phương        | Chủ công   | 1999       | 1m78   |
| 18  | Hà Lê Khanh              | Phụ công   | 2003       | 1m80   |
| 19  | Đoàn Thị Lâm Oanh        | Chuyền 2   | 1998       | 1m78   |
| 21  | Nguyễn Huỳnh Phương Thùy | Chủ công   | 2004       | 1m74   |
| 25  | Bùi Thị Ngà              | Phụ công   | 1994       | 1m86   |
| 30  | Andrea Mitrovic          | Chủ công   | 1999       | 1m87   |

## Đội trẻ
| No. | Player                 | Position   | Birth date | Height |
| --- | ---------------------- | ---------- | ---------- | ------ |
| 2   | Đinh Ngọc Vân Anh      | Chuyền 2   | 2008       | 1m75   |
| 4   | Ngô Phương Thanh       | Libero     | 2012       | 1m59   |
| 5   | Hoàng Khánh Linh       | Libero     | 2009       | 1m65   |
| 6   | Nguyễn Võ Thảo Chi     | Chủ công   | 2009       | 1m72   |
| 7   | Phạm Thuỳ Trang        | Phụ công   | 2007       | 1m81   |
| 8   | Phan Kim Chi           | Đối chuyền | 2007       | 1m74   |
| 9   | Lê Tố Uy               | Libero     | 2007       | 1m55   |
| 10  | Lê Thị Hằng            | Libero     | 2012       | 1m58   |
| 11  | Trần Phương            | Chủ công   | 2008       | 1m78   |
| 12  | Nguyễn Thị Mai Quỳnh   | Chủ công   | 2009       | 1m70   |
| 14  | Phạm Quỳnh Hương       | Chủ công   | 2008       | 1m86   |
| 15  | Nguyễn Trà Giang       | Phụ công   | 2007       | 1m76   |
| 16  | Nguyễn Phạm Diễm Thịnh | Chủ công   | 2011       | 1m74   |
| 17  | Nguyễn Phạm Phương Nhi | Đối chuyền | 2008       | 1m75   |
| 18  | Bùi Thị Châu           | Phụ công   | 2008       | 1m78   |
| 19  | Nguyễn Huyền Trang     | Chuyền 2   | 2010       | 1m76   |
| 20  | Bùi Thị Linh Đan       | Phụ công   | 2011       | 1m73   |
| 21  | Hồ Lê Thuỳ Dương       | Đối chuyền | 2009       | 1m74   |
| 25  | Nguyễn Dung Nhi        | Phụ công   | 2009       | 1m73   |

## Đội năng khiếu
| Player                | Position | Birth date | Height |
| --------------------- | -------- | ---------- | ------ |
| Nguyễn Lê Phương Mai  | Chủ công | 2011       | 1m83   |
| Lê Thị Minh Trang     | Chủ công | 2011       | 1m72   |
| Nguyễn Trần Quỳnh Như | Chủ công | 2011       | 1m72   |
| Hoàng Mai Thương      | Chuyền 2 | 2011       | 1m73   |
| Nguyễn Hồng Cẩm       | Chuyền 2 | 2012       | 1m69   |
| Hoàng Thị Ngọc Trúc   | Libero   | 2012       | 1m55   |
| Nguyễn Quỳnh Như      | Phụ công | 2012       | 1m71   |
| Bùi Yến Nhi           | Phụ công | 2012       | 1m70   |
| Nguyễn Hà Phương      | Phụ công | 2012       | 1m72   |
| Phan Thị Thu Hiền     | Phụ công | 2013       | 1m69   |